# Формиат бария
Формиа́т ба́рия — неорганическое соединение, 
соль металла бария и муравьиной кислоты с формулой Ba(HCOO)2,
бесцветные кристаллы,
растворяется в воде.

## Получение
- Действие муравьиной кислоты на гидроксид бария:

{\displaystyle {\mathsf {Ba(OH)_{2}+2HCOOH\ {\xrightarrow {}}\ Ba(HCOO)_{2}+2H_{2}O}}}

## Физические свойства
Формиат бария образует бесцветные кристаллы ромбической сингонии, пространственная группа P212121, параметры ячейки a = 0,678 нм, b = 0,889 нм, c = 0,768 нм, Z = 4.
Растворяется в воде, 
не растворяется в этаноле и диэтиловом эфире.

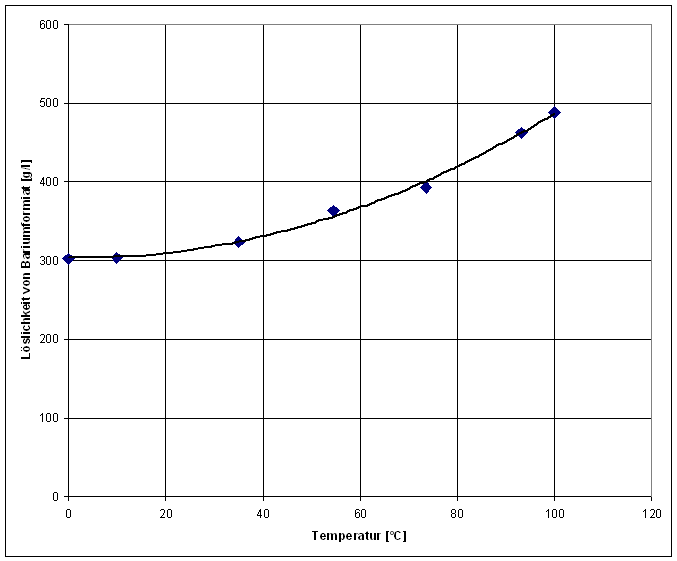
Растворимость в воде формиата бария, г/л, в зависимости от температуры, °C